# Scandal politic
Un scandal politic este o acțiune sau un eveniment considerat ca fiind greșit din punct de vedere moral sau legal și care provoacă indignarea publică. Politicienii, oficialii guvernamentali, oficiali ai partidelor sau grupurile de interese pot fi acuzați de diverse practici ilegale, corupte sau lipsite de etică. Un scandal politic poate implica încălcarea legilor sau codurilor morale dintr-o țară sau un scandal sexual.

## Jurnalism de scandal
Scandalul contribuie la creșterea vânzărilor unor broșuri, ziare și reviste și la creșterea rating-ului emisiunilor radio-TV care îl prezintă în profunzime. Unii jurnaliștii și-au construit carierele pe expunerea corupției și pe scandalul politic, acționând de multe ori în numele partidului de opoziție.
Există numeroși factori contextuali care face un scandal demn de remarcat, cum ar fi importanța persoanelor implicate și complexitatea conspirației, precum și strategiile de mușamalizare ale factorilor de decizie.
Ideologia politică a proprietarilor mass-media joacă un rol important — ei preferă să vizeze opoziția, fără ca numele lor să fie implicate oficial. Jurnaliștii trebuie să prezinte povestea în funcție de valorile morale ale publicului și să atingă așteptările pentru a maximiza impactul.